# ویربهادران راماناتان
ویربهادران راماناتان (انگلیسی: Veerabhadran Ramanathan؛ زادهٔ ۲۴ نوامبر ۱۹۴۴) دانشمند در زمینه علوم جوی اهل هند است.
وی همچنین برندهٔ جوایزی همچون جایزه تانگ شده‌است.